# ウェーブフロント
ウェーブフロント（英: Wavefront）とは、視力矯正手術のひとつであるウェーブフロントレーシックにおいて利用される、角膜や水晶体の収差を解析する手法である。ウェーブフロントアナライザといわれる解析装置でデータを測定および分析する。
ウェーブフロントレーシックでは近視や遠視・乱視などについて総合的に角膜形状解析を行ったデータをもとに、ウェーブフロントアナライザがガイドしてレーシック手術を行う。角膜の形状異常に対しガイドのない従来のレーシックに比し、角膜高次収差に対して解析をおこなっているウェーブフロントレーシックの方が乱視の矯正については理論上有利である。ただし全ての症例に有効なわけではなく、円錐角膜などの角膜形状異常には適応外である。またハードコンタクトレンズでの乱視矯正には遙かに劣り、乱視の種類によっては乱視用眼鏡の矯正にすら劣る症例がある。